# 大里永隆宮
24°06′46″N 120°40′21″E / 24.112667°N 120.672403°E
大里永隆宮，原名太師公廟，是位於臺灣臺中市大里區永隆里的寺廟，主祀明朝政治人物林偕春。

## 沿革
此廟供奉尊稱為「林太師」的明朝政治人物林偕春，為乾隆十六年（1751年）時，信徒從福建渡台時奉祀。廟在大里大明路時原名「太師公廟」，遷移至永隆六街後改為現名。二期市地重劃時，信徒斥資上千萬元加以改建，於2004年1月9日重新安座。

## 祭祀
除奉祀林太師公外，二樓並供奉有魁星、朱衣星君、文昌帝君、孚佑帝君、文衡帝君等文昌神像，合稱「五文昌」。當地的家長會前來此廟膜拜，以祈求孩子學運順利。該廟之魁星像為2003年分靈自中國大陸漳州雲霄縣林太師公祖廟雲山書院，2008永隆宮亦從雲山書院迎請林太師公及夫人神像回台奉祀。
廟所在的永隆里原為參與大屯媽祖聯合遶境的地方之一，該里的永隆宮、聖隆宮、紫受宮，廟內皆有媽祖神像，在媽祖誕辰時，三間廟宇都會一起隨媽祖遶境。2007年時永隆里居民為了請神、送神的問題，與其他里發生摩擦，因此在2008年時4月13日請出永隆宮的媽祖、三官大帝、土地公、五路財神、三太子、林太師公、劍童、印童等神明自行巡行里內，脫離大屯媽祖的聯合遶境隊伍。
2011年為林偕春誕辰474周年，當年5月10日雲山書院在雲霄舉行巡安活動，大里永隆宮亦有參與，為兩岸首次太師公聯合巡安活動。

## 圖集
- 廟在旱溪旁。
- 廟址是永隆六街9號。
- 農曆四月初四為林太師聖誕。
- 神像

## 外部連結
- 官方网站